# Gnaphosa halophila
Gnaphosa halophila är en spindelart som beskrevs av Sergei L. Esyunin och Viktor E. Efimik 1996. Gnaphosa halophila ingår i släktet Gnaphosa och familjen plattbuksspindlar. Inga underarter finns listade i Catalogue of Life.